# Nipponithyris lauensis
Nipponithyris lauensis är en armfotingsart som beskrevs av Bitner 2008. Nipponithyris lauensis ingår i släktet Nipponithyris och familjen Dallinidae.
Artens utbredningsområde är havet kring Fiji. Inga underarter finns listade i Catalogue of Life.